# Ksenia Sobtjak

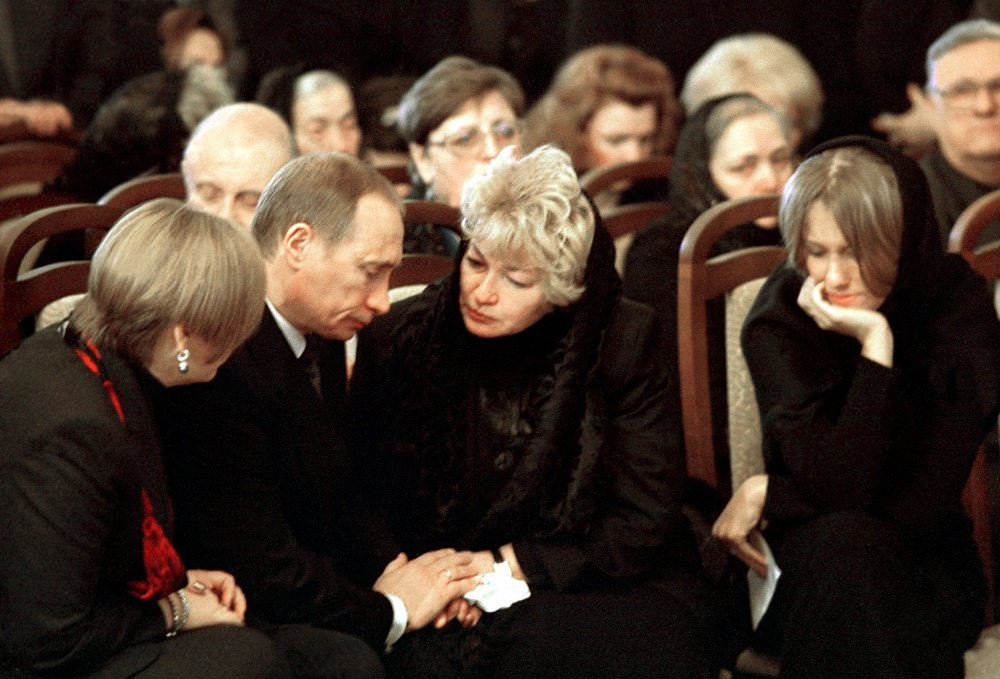
Ljudmila Putina, Vladimir Putin, Ljudmila Narusova och Ksenia Sobtjak vid begravningen av fadern Anatolij Sobtjak 2000.

Ksenia Anatoljevna Sobtjak (ryska: Ксения Анатольевна Собчак), född 5 november 1981 i Leningrad i Sovjetunionen, är en rysk journalist.
Ksenia Sobtjak är dotter till den tidigare borgmästaren i Sankt Petersburg Anatolij Sobtjak och senatorn Ljudmila Narusova. Fadern Anatolij Sobtjak hade varit både Vladimir Putins och Dmitry Medvedevs lärare i juridik vid Leningrads universitet. Han hade utvecklat en nära förbindelse med särskilt Putin och hade varit behjälplig 1991 som borgmästare i Sankt Petersburg med att påbörja Putins politiska karriär. Putin i sin tur hjälpte Anatolij Sobtjak att fly från Ryssland, när han eftersöktes för korruptionsmisstankar. Ksenia Sobtjak sägs vara Vladimir Putins guddotter. 
Hon var elev vid Mariinskijteaterns balettskola och Hermitagets konstskola. Hon studerade på Herzen lärarhögskola i Sankt Petersburg och från 1998 på avdelningen för internationella förbindelser på Sankt Petersburgs universitet. Från 2001 studerade hon vid Moskvas statliga institut för internationella relationer.
Ksenia Sobtjak blev känd 2004–2012 som programvärd dokusåpan Dom-2. Hon har också varit skådespelare i filmkomedier. Hon var partiet Civilsamhällsinitiativets kandidat i Presidentvalet i Ryssland 2018. Det sågs inom delar av oppositionen som ett sätt att legitimera valet. År 2018 grundade Ksenia Sobtjak och Dmitrij Gudkov Förändringspartiet på basis av partiet Civilsamhällsinitiativet.
Hon gifte sig 2013 med skådespelaren Maxim Vitorgan. Paret har en son, som föddes 2016. De skilde sig 2018 och Ksenia Sobtjak gifte om sig med teaterregissören Konstantin Bogomolov 2019.

## Flykt från Ryssland
Ryska media rapporterade den 22 oktober 2022 att polisen slagit till mot Ksenia Sobtjaks bostad utanför Moskva och att Kseia Sobtjak själv hade flytt till Litauen.